# MTP
MTP förkortning av Media Transfer Protocol, ett protokoll utvecklat av Microsoft i syfte att göra det möjligt att flytta bilder, filmer och musik till bärbara spelare. Produkter som använder detta protokoll bär märket PlaysForSure. Bland annat har följande tillverkare valt att använda protokollet: Creative, Samsung, Intel och Iriver. Xbox 360 kan ansluta till enheter som använder sig av ett MTP-protokoll.
MTP förkortning av Messages Transfer Part, de tre lägsta lagren av SS7-protokollet för telefonväxelkommunikation vilka ansvarar för säkerheten och pålitligheten i meddelanderouting.
MTP förkortning av MedicinTekniska Produkter, se Medicintekniska produkter